# 勤労知識人
勤労知識人（きんろうちしきじん）とは、マルクス・レーニン主義の党組織論で、労働者・農民と共に、社会主義革命を担う知識階級を指す。東ドイツの国章では、労働者はハンマー、農民は鎌、勤労知識人はコンパスで表現された。日本の学生セツルメント運動は、日本共産党の指導の下に、勤労知識人を育成する場とされた。
毛沢東思想では、勤労知識人を嫌う傾向がある。毛沢東が、低学歴で、個人的に高学歴者にコンプレックスを抱いていたからだと言われる。毛沢東思想の影響を受けたポル・ポトは、勤労知識人を敵視した。
日本共産党が、学生は小ブルジョアであり、実践的に鍛え直さなければ使い物にならないと考えているように、マルクス・レーニン主義党にとって、勤労知識人の位置付けは、困難であるかもしれない。